# Plac São Francisco
Plac São Francisco (port. Praça São Francisco) – zabytkowy plac w brazylijskim mieście São Cristovão w stanie Sergipe. Został wpisany na listę światowego dziedzictwa UNESCO w 2010 r. podczas 34. sesji.

## Opis
Czworoboczny plac o powierzchni 3 hektarów otaczają pokaźne budynki, takie jak zespół klasztorny franciszkanów, kościół Santa Casa de la Misericórdia, pałac będący siedzibą władz prowincji i związane z nimi domy pochodzące z osiemnastego i dziewiętnastego wieku. Plac stanowi swoistą kronikę dziejów miasta i świadectwo jego bogatej historii począwszy od założenia go przez Portugalczyków pod koniec szesnastego wieku. Franciszkański zespół klasztorny jest przykładem typowego dla tego zakonu stylu architektonicznego, który rozwinął się na północnym wschodzie Brazylii.

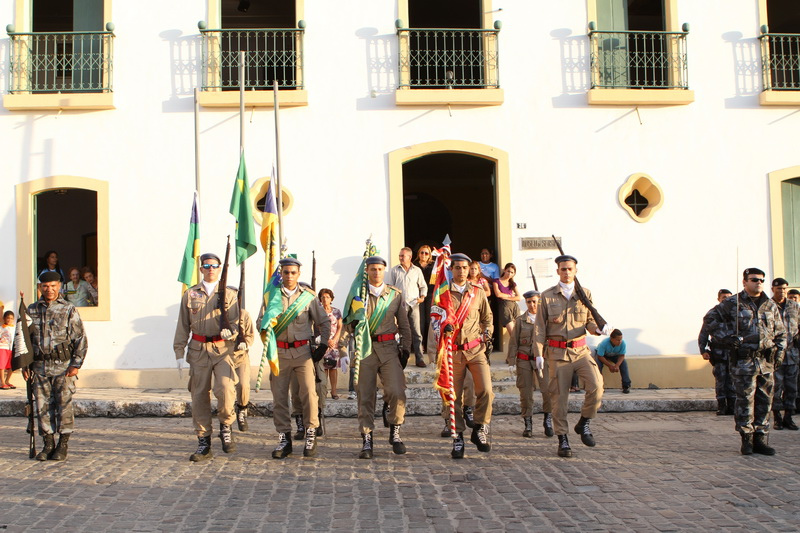
Uroczystość z okazji wpisania placu na listę światowego dziedzictwa UNESCO w 2010 r.
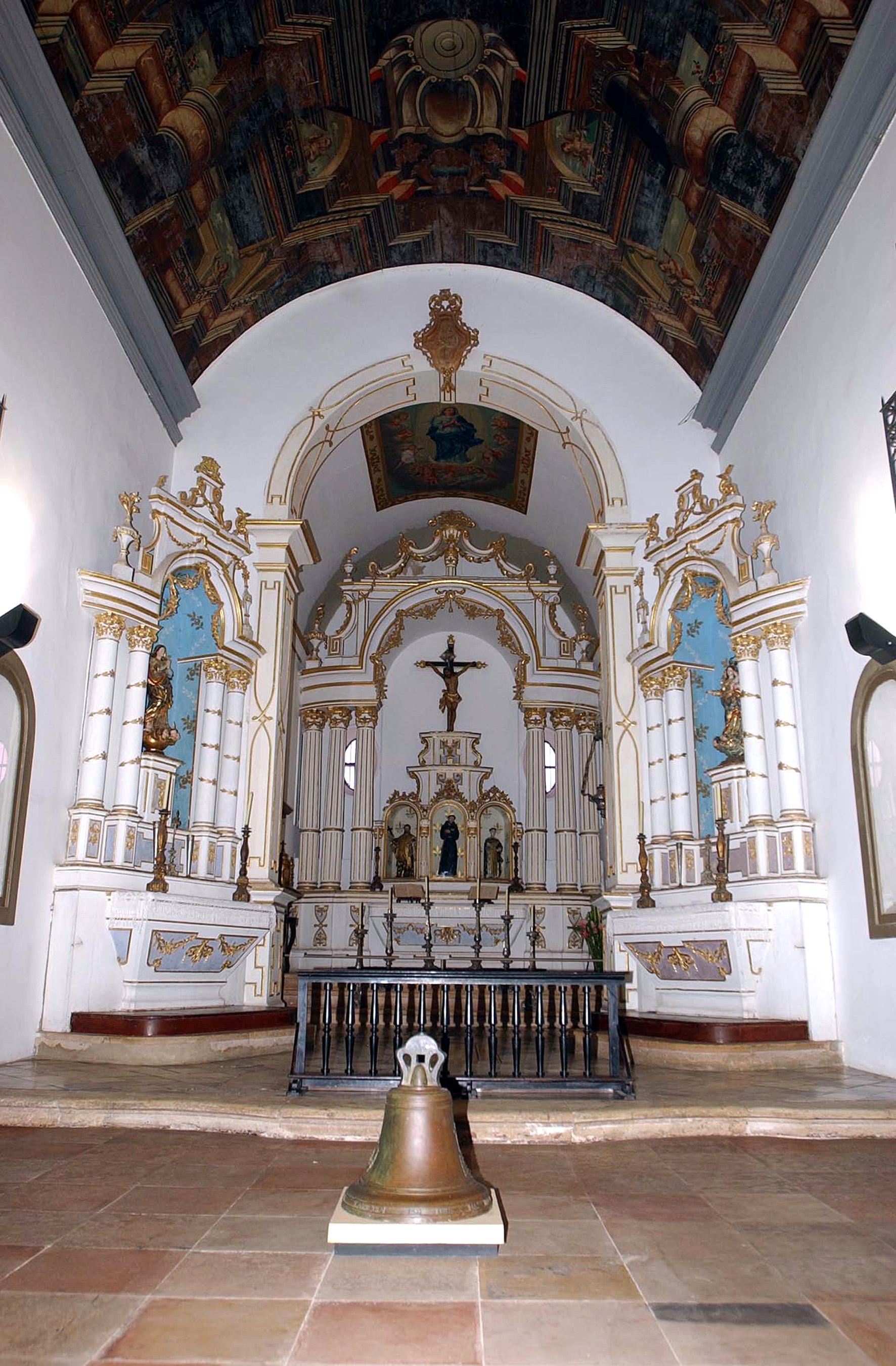
Wnętrze kaplicy klasztoru franciszkanów
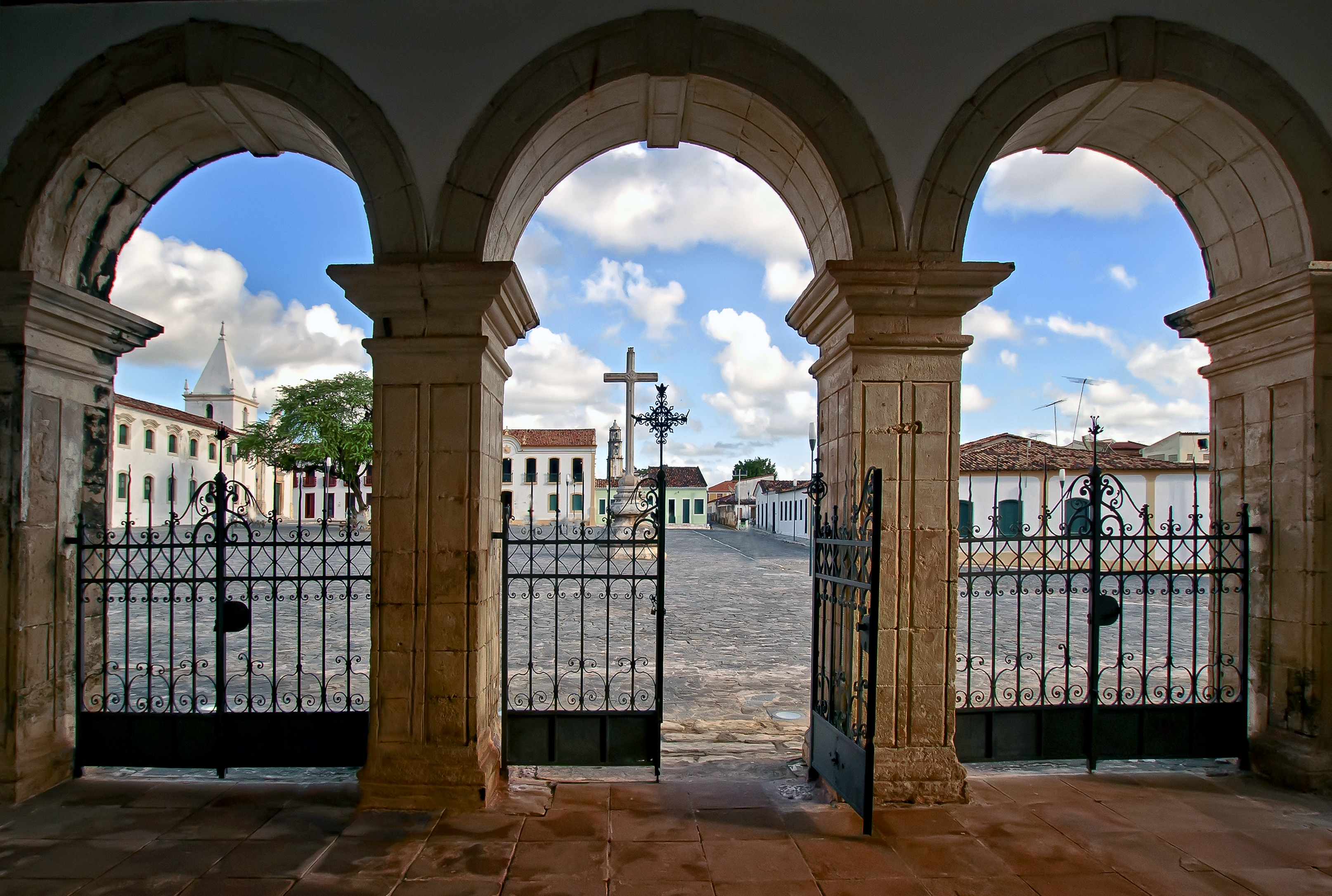
Widok z klasztoru na plac
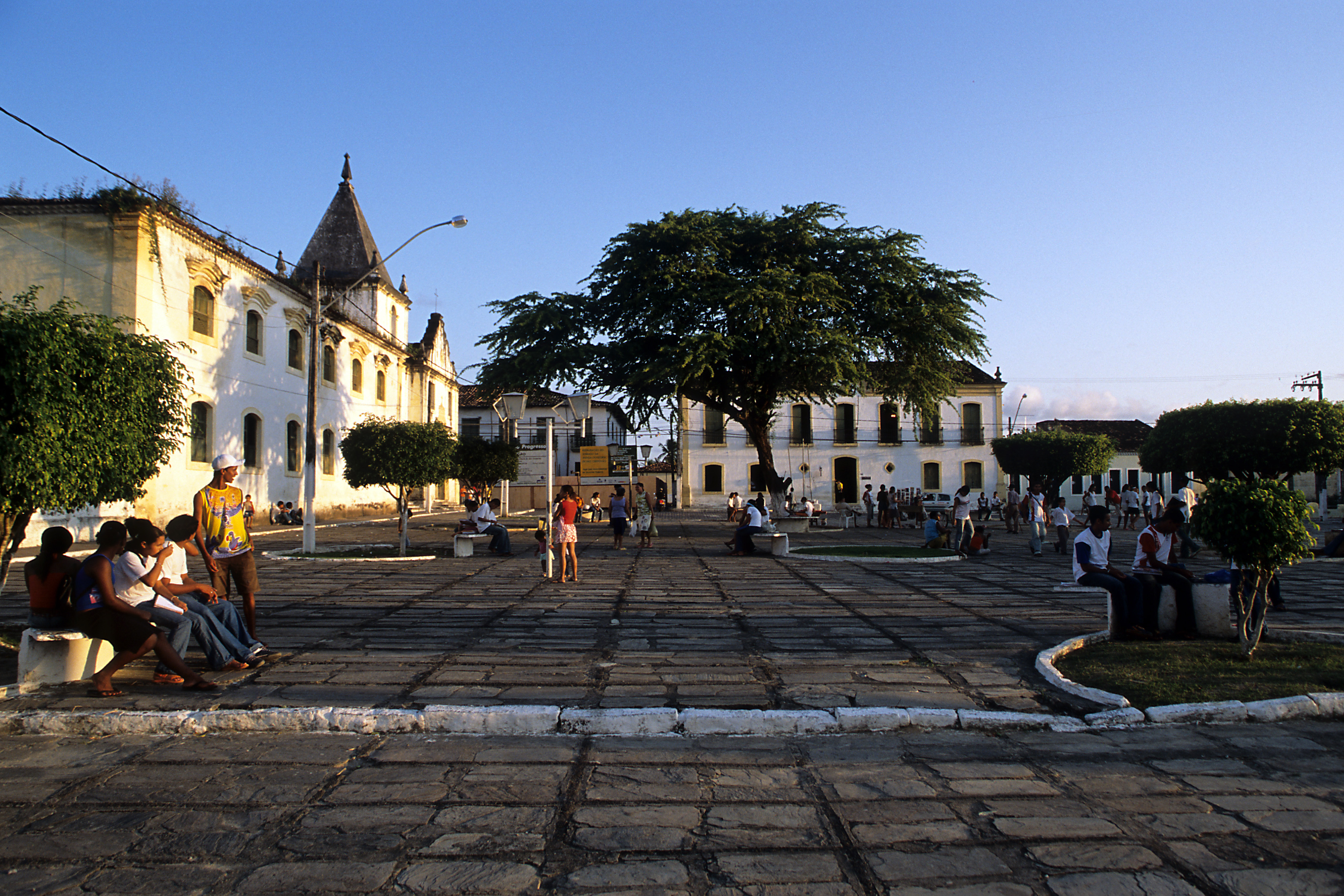
Plac w 2005 r.